# Papila renal

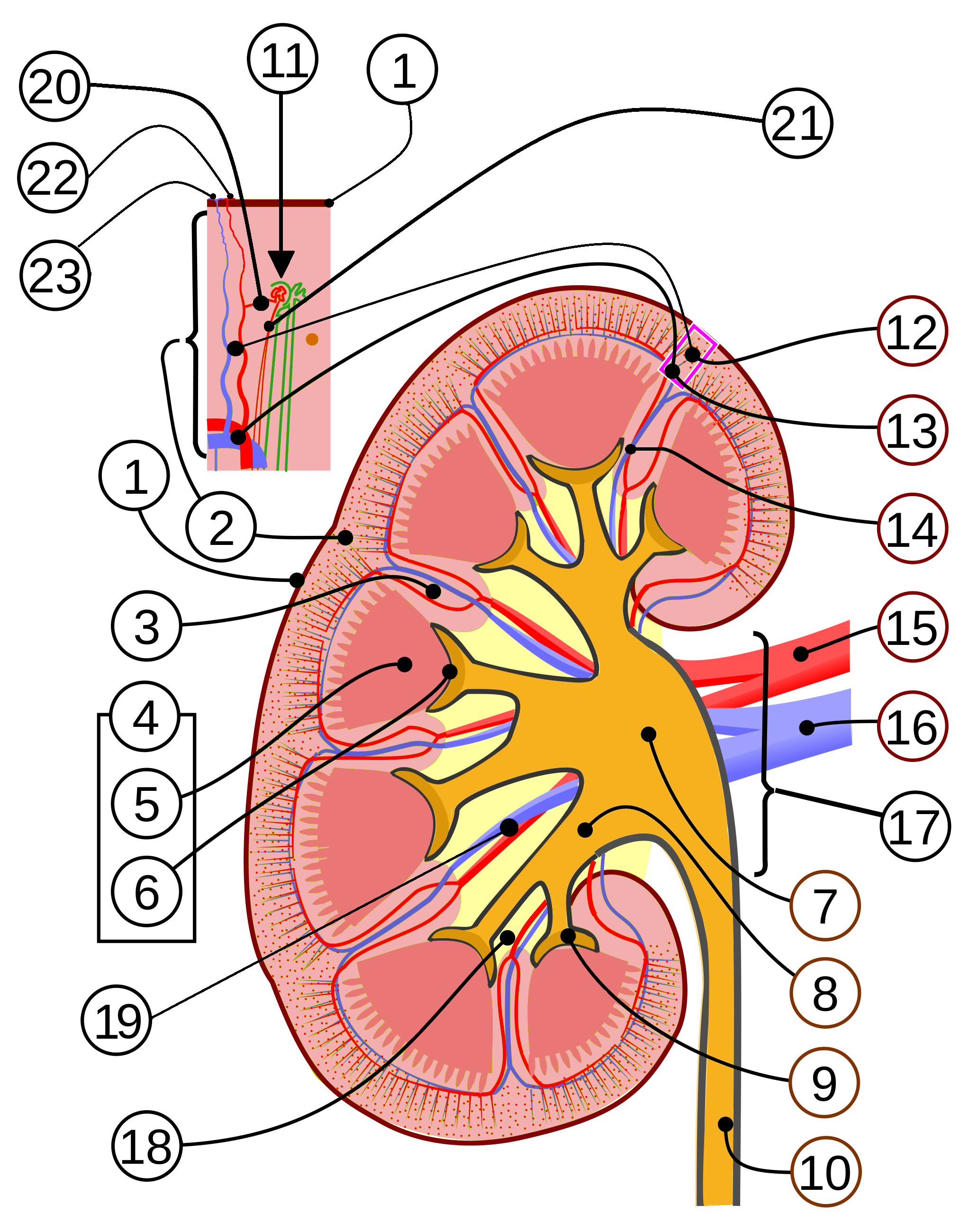
Partes do rim:
1. Cápsula renal
2. Córtex renal
3. Coluna de Bertin
4. Medula renal
5. Pirâmide renal
6. Papila renal
7. Pelve renal
8. Cálice maior
9. Cálice menor
10. Ureter
11. Corpúsculo renal
12. Veia interlobular e Artéria interlobular
13. Veia arqueada e Artéria arqueada
14. Veia interlobar e Artéria interlobar
15. Artéria renal
16. Veia renal
17. Hilo renal
18. Seio renal
19. Veia segmentar e Artéria segmentar
20. Arteríola aferente
21. Arteríola eferente
22. Artéria radial perfurante
23. Veia estrelada

As papilas renais são, na anatomia do rim, as saliências formadas pelos vértices das pirâmides medulares, sendo cada uma dela perfurada por 10 a 25 orifícios (área crivosa). É a região do rim responsável pela produção da medulipina.
A necrose das papilas renais é um distúrbio do rim que provoca a morte parcial ou total das papilas. Geralmente é associada a uma nefropatia analgésica ou diabética.